# Мизинец
Мизи́нец (от др.-рус. мизиньць «самый младший»; лат. digitus minimus) — пятый палец кисти или стопы человека (лат. digitus quintus) или животного. Расположен по соседству с безымянным пальцем. Как правило, мизинец самый малый из пальцев и по размеру мизинец на руке и ноге одной толщины.
С древних времён мизинец считается бесполезным пальцем, так как не принимает участия в повседневных делах и никак не влияет на все способности человеческой руки. Самураи отрубали себе данный палец, так как он мешал быстро доставать оружие. На Руси мизинец ассоциируется с чем-то ненужным, излишним — «даже мизинца не стоит».
Однако мизинец имеет анатомическую важность — он выполняет функцию захвата и удержания предметов, а также используется для выполнения манипуляций, требующих точности и навыка.
Несмотря на мифы о ненадобности мизинца, он играет важную роль в человеческой руке.

## Применение
Мизинец применяется для изображения следующих жестов:

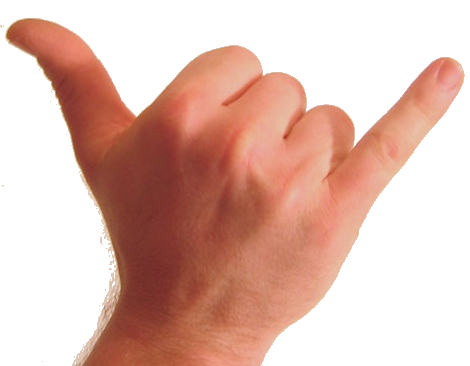
Джамбо
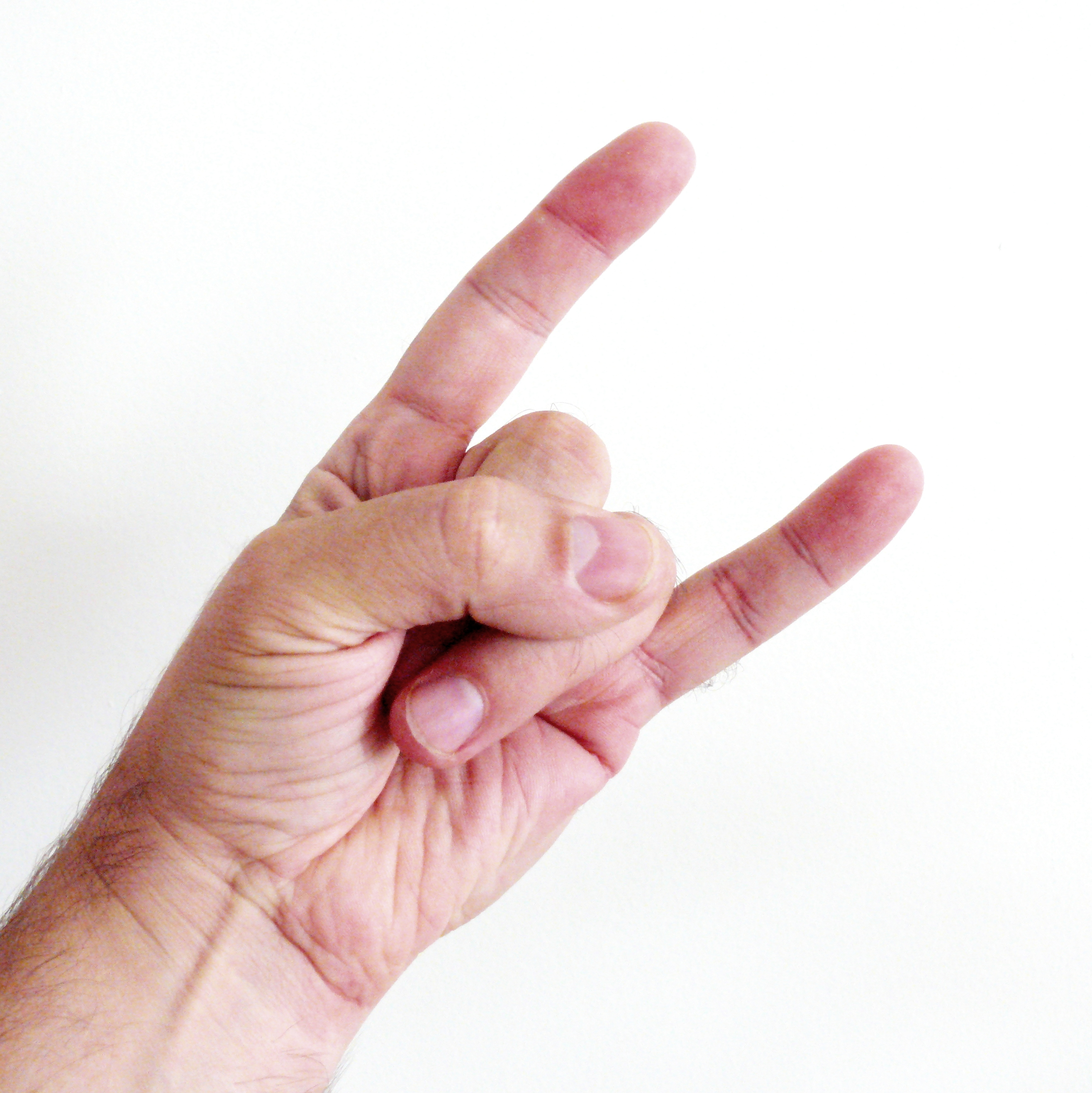
Коза
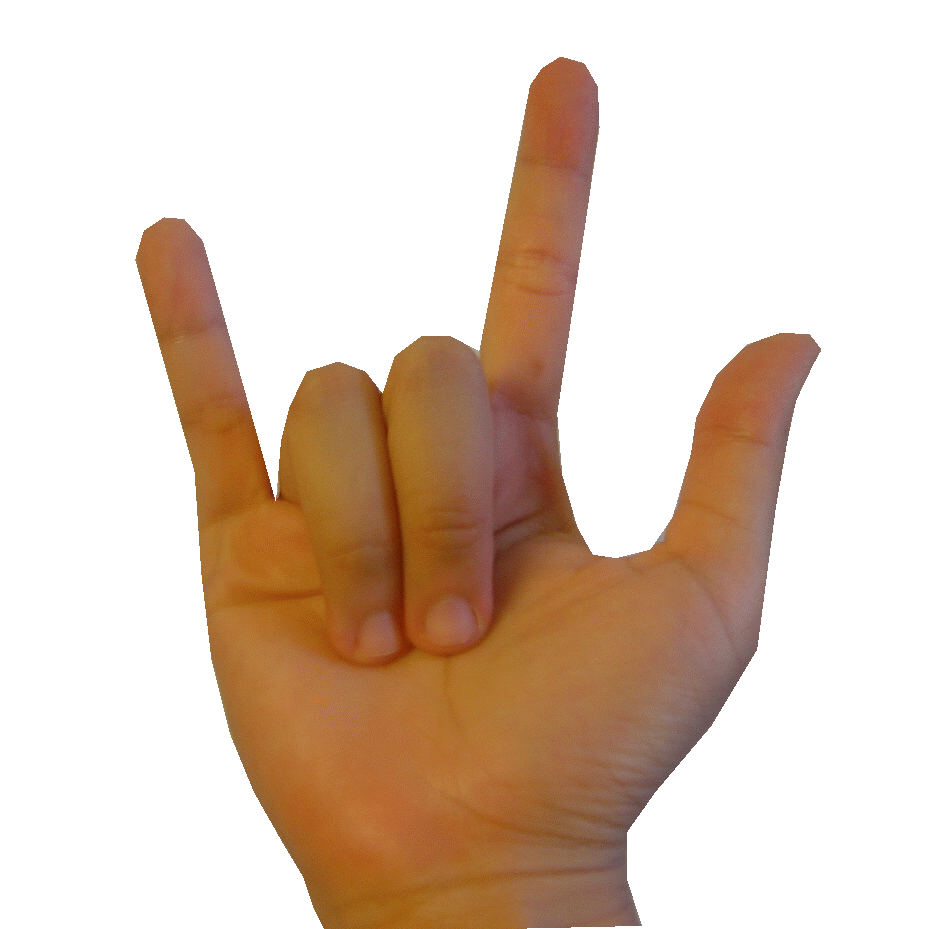
ILY
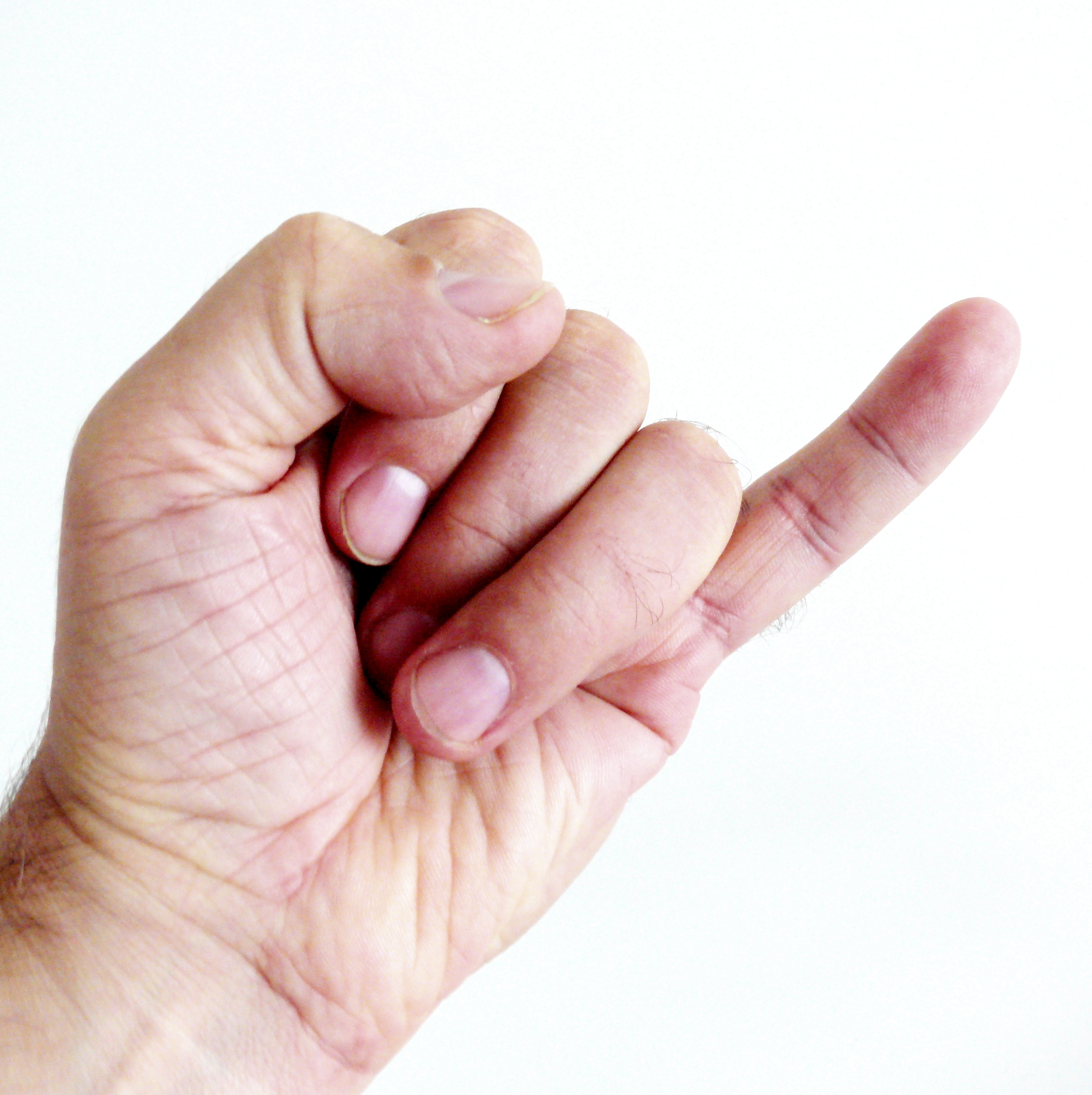
Мирись

## Видео
Что можно узнать о предках по левому мизинцу? Станислав Дробышевский